# ジョー・チェンバース
ジョー・チェンバース（Joe Chambers、1942年6月25日 - 、ペンシルベニア州チェスター生まれ）は、アメリカのジャズ・ドラマー、ピアニスト、ヴィブラフォン奏者、作曲家である。彼はフィラデルフィア・コンサーヴァトリーに1年間通った。1960年代と1970年代に、チェンバースはエリック・ドルフィー、チャールズ・ミンガス、ウェイン・ショーター、チック・コリアなど多くの著名なアーティストとギグを行った。この期間中、彼の作曲した作品は、フレディ・ハバードやボビー・ハッチャーソンなど、彼がゲスト参加したいくつかのアルバムで聴くことができる。彼はバンドリーダーとして8枚のアルバムをリリースし、マックス・ローチのン・ブーム・パーカッション・アンサンブルのいくつかの編成でメンバーを務めた。
彼はまた、アウトロー・バンドを率いながら、ニュー・スクール・フォー・ジャズ・アンド・コンテンポラリー・ミュージックなど、ニューヨーク市で教鞭をとってきた。2008年には、ノースカロライナ大学ウィルミントン校の音楽学部でトーマス・S・ケナンにより著名なジャズの教授に雇われた。

## ディスコグラフィ

### リーダー・アルバム
- The Almoravid (1974年、Muse)
- 『ニュー・ワールド』 - New World (1976年、Finite)
- Double Exposure (1977年、Muse)
- 『チェンバー・ミュージック』 - Chamber Music (1979年、Baystate)
- 『ニューヨーク・コンチェルト』 - New York Concerto (1981年、Baystate) ※with 増尾好秋
- 『ファントム・オブ・ザ・シティ』 - Phantom of the City (1991年、Candid)
- 『イスラ・バルデ』 - Isla Verde (1995年、Paddle Wheel)
- 『ミラーズ』 - Mirrors (1998年、Blue Note)
- 『アーバン・グルーヴス』 - Urban Groove (2003年、441 Records)
- The Outlaw (2006年、Savant)
- Horace to Max (2010年、Savant)
- Joe Chambers Moving Pictures Orchestra (2012年、Savant)
- Landscapes (2016年、Savant)